# Belagerung von Lille (1708)
Carpi – Chiari – Cremona – Kaiserswerth – Luzzara   – Santa Marta – Cádiz – Friedlingen – Vigo – Schmidmühlen – Bonn – Krottensee – Ekeren – Höchstädt – Speyerbach – Schellenberg – Gibraltar – Höchstädt – Vélez-Málaga – Marbella – Cassano – Barcelona – Sendlinger Mordweihnacht – Aidenbach – Calcinato – Ramillies – Turin – Castiglione – Santa Cruz de Tenerife – Almansa – Kap Béveziers – Toulon – Lizard Point – Lille – Oudenaarde – Gent – Malplaquet – Mons – Almenar – Saragossa – Syrakus – Villaviciosa – Rio de Janeiro – Denain – Barcelona
Die Belagerung von Lille (alt-dt. Ryssel) während des spanischen Erbfolgekriegs dauerte vom 12. August bis zum 10. Dezember 1708. Lille war zu der Zeit die letzte große französische Festung im Norden Flanderns. Nach 120 Tagen musste der Kommandeur von Stadt und Festung Lille Boufflers sich den Truppen unter dem Herzog von Marlborough und Prinz Eugen von Savoyen ergeben. Ob ihres tapferen Kampfes durften die letzten Franzosen in allen Ehren abziehen. 
Die Belagerung war seiner Zeit bekannt für den Pulver-Zwischenfall (l'affaire des poudres): Der Chevalier de Luxembourg und 2000 Reiter gelangten durch den alliierten Belagerungsring. Sie konnten 40.000 Pfund dringend benötigtes Schießpulver in die Stadt bringen.
Möglich wurde die Belagerung durch die katastrophale Niederlage der französischen Armee in der Schlacht bei Oudenaarde und der Landung von alliiertem Nachschub im Hafen von Ostende. Ausgestattet mit Munition und Nahrung siegte sie dann in der Schlacht von Wijnendale. Die meiste Zeit waren die Truppen unter dem Kommando von Eugen, Marlborough sicherte das Umland. Aber für kurze Zeit im späten September war Eugen krank und Marlborough kommandierte die Belagerer und die Sicherungstruppen.
Am 22. Oktober stürmten die Alliierten die Stadt. Dabei verloren 12.000 Angreifer ihr Leben. Der Kommandant Boufflers aber verteidigte die Zitadelle von Lille weiter. Der Kampf dauerte Wochen und kostete die Alliierten weitere 4000 Opfer. Alle Versuche der französischen Armee, die kostbare Festung zu entsetzen, waren vergeblich.
Aber der tapfere Widerstand des Kommandanten und das Genie des Festungsbauers Vauban ließen die Alliierten einen hohen Blutzoll zahlen. Zudem konnten die Truppen im Winter nicht mehr gegen Frankreich operieren.
Der Verlust von Lille schwächte die Franzosen im nördlichen Flandern. Die Alliierten griffen nun Gent an, das sie Ende Dezember besetzten. Der nächste Versuch, in das Zentrum von Frankreich vorzustoßen, sollte in der Schlacht bei Malplaquet enden.